# Alan Czujkowski
Alan Łukasz Czujkowski (ur. 8 marca 1990 w Warszawie) – polski koszykarz występujący na pozycjach niskiego lub silnego skrzydłowego, od 2022 zawodnik Dzików Warszawa.
21 czerwca 2021 dołączył do MKS-u Dąbrowa Górnicza.

## Osiągnięcia
Stan na 25 maja 2023, na podstawie, o ile nie zaznaczono inaczej.
Drużynowe
- Awans do EBL:
  - ze Spójnią Stargard (2018)
  - z Dzikami Warszawa (2023)[5]
- Brązowy medalista mistrzostw Polski juniorów starszych (2010)

Indywidualne
(* – nagrody przyznane przez portal eurobasketcom)
- Zaliczony do:
  - I składu mistrzostw Polski juniorów starszych (2010)
  - składu honorable mention I ligi (2017)*
- Lider strzelców mistrzostw Polski juniorów starszych (2010)

Reprezentacja
- Brązowy medalista mistrzostw Europy U–20 dywizji B (2010)